# La Esperanza Granjas Familiares
La Esperanza Granjas Familiares är en ort i Mexiko.   Den ligger i kommunen Tijuana och delstaten Baja California, i den nordvästra delen av landet, 2 300 km nordväst om huvudstaden Mexico City. La Esperanza Granjas Familiares ligger 123 meter över havet och antalet invånare är 1 173.
Terrängen runt La Esperanza Granjas Familiares är platt åt sydost, men åt nordost är den kuperad. Havet är nära La Esperanza Granjas Familiares åt sydväst. Runt La Esperanza Granjas Familiares är det tätbefolkat, med 913 invånare per kvadratkilometer. Närmaste större samhälle är Tijuana, 10,5 km öster om La Esperanza Granjas Familiares. Omgivningarna runt La Esperanza Granjas Familiares är i huvudsak ett öppet busklandskap.